# NGC 6551
NGC 6551 é um aglomerado globular na direção da constelação de Sagittarius. O objeto foi descoberto pelo astrônomo Francis Leavenworth em 1885, usando um telescópio refrator com abertura de 26 polegadas. 